# 傑爾宗日尼察河
52°37′52″N 20°15′28″E / 52.6310°N 20.2578°E
傑爾宗日尼察河是波蘭的河流，位於該國中部，處於馬佐夫舍省，該河流屬於普翁卡河的支流，河道全長12公里，流域面積389平方公里。